# Gorūrān-e Chahār Dāngeh
Gorūrān-e Chahār Dāngeh (persiska: گروران چهار دانگه, Gorūrān-e Chahār Dāng) är en ort i Iran.   Den ligger i provinsen Kermanshah, i den nordvästra delen av landet, 400 km väster om huvudstaden Teheran. Gorūrān-e Chahār Dāngeh ligger 1 323 meter över havet och antalet invånare är 169.
Terrängen runt Gorūrān-e Chahār Dāngeh är varierad.Runt Gorūrān-e Chahār Dāngeh är det ganska tätbefolkat, med 185 invånare per kvadratkilometer. Närmaste större samhälle är Kāmyārān, 19,1 km norr om Gorūrān-e Chahār Dāngeh. Trakten runt Gorūrān-e Chahār Dāngeh består till största delen av jordbruksmark.